# Zostérops de Semper
Zosterops semperi
Espèce
Statut de conservation UICN

 LC  : Préoccupation mineure
Le Zostérops de Semper (Zosterops semperi) est une espèce d'oiseaux de la famille des Zosteropidae.

## Répartition
Cet oiseau se trouve aux États fédérés de Micronésie et aux Palaos.